# 인텔 코어 i7
인텔 코어 i7(Intel Core i7)는 인텔 코어 2의 후속으로, 2008년 10월에 출시된 인텔이 만든 8세대 x86/x64 아키텍처 마이크로프로세서의 중앙 처리 장치(CPU) 브랜드 이름이다. 네할렘 마이크로아키텍처라고 부르는 새로운 마이크로아키텍처 또는, 샌디브리지, 아이비브리지, 하스웰, 브로스웰, 스카이레이크, 카비레이크, 커피레이크, 위스키레이크(예정), 아이스레이크(예정), 캐논레이크(예정) 이라고 부르는 마이크로아키텍처 CPU의 상위버전을 이 명칭으로 하여 판매하고 있다. 이 설계들은 2006년 이후 대부분의 인텔 마이크로프로세서에서 채택되었던 코어 마이크로아키텍처의 후속작들이다.
또한 CPU 소켓이 코어 2까지 사용되던 LGA 775와는 달리 LGA 1366(1,366개의 핀), LGA 2011 등을 사용한다. 현재 쓰이는 소켓은 LGA 1151, LGA 1151v2 등이 있다.

## 기능
네할렘 마이크로아키텍처는 많은 새로운 기능을 탑재하고 있다. 인텔 코어 2 시리즈에 비해 눈에 띄는 변화는 다음과 같다.
- 시스템 버스는 프론트 사이드 버스(Front Side Bus, FSB)에서 새로운 퀵패스 인터커넥트(QuickPath Interconnect, 이하 QPI)로 대체되었다. 마더보드는 이 QPI를 지원하는 칩셋을 사용하여야 한다. 2008년 12월 5일 인텔, Evga, 에이수스, MSI, 폭스콘, 슈퍼마이크로, GIGABYTE 모두가 코어 i7의 LGA 1366 소켓 인터페이스를 지원하는 X58 마더보드를 출시하였다.

- 다이 내부의 DDR3 3채널 메모리 컨트롤러(DDR3 Trifle channel memory controller) : 메모리 컨트롤러가 노스브리지(MCH)에서 프로세서 다이 내부로 통합되어 메모리와 프로세서가 직접 연결된다. 각 채널은 한 두 개의 DDR3 DIMM를 지원하며 코어 i7을 지원하는 마더보드는 네 개(3+1)나 여섯 개의 DIMM 슬롯을 탑재한다. 메모리는 세 개가 한 묶음으로 탑재되어야 한다.

- 네이티브 쿼드코어 디자인 설계 : 기존 인텔 코어 2 쿼드 제품군의 멀티 칩 모듈(Multi-Chip Module, MCM) 방식의 다이와는 다르게 네 개의 코어와 메모리 컨트롤러 그리고 캐시 모두가 하나의 다이에 위치한다.

- 터보 부스트(Turbo Boost) : 터보 부스트 기술은 사용 중인 코어들이 열 설계 전력(Thermal Design Power, TDP)내에서 기본 클럭 보다 높게 작동하도록 한다. 다만 CPU의 미리 정의된 발열과 전력 조건을 만족할 때에만 작동하며, 이 모드는 사용자가 수동으로 오버클럭하면 작동하지 않는다.

- 동시 멀티스레딩(SMT) 기술이 다시 탑재되었다. 네 개의 코어가 동시에 두 개의 스레드를 동시에 처리하며 OS상에서는 8개의 CPU처럼 보인다. 이 기술은 넷버스트 마이크로아키텍처에서 처음으로 탑재되었으나 이후 코어 마이크로아키텍처에서는 물리적인 2개의 코어를 지원함으로써 탑재되지 않았다가 다시 지원하게 되었다.

- 다이에 각 코어의 32KB의 L1  캐시와 256KB의 L2 캐시, 코어 간 공유되는 8MB의 L3 캐시가 탑재되어있다.

- 단 하나의 QPI를 지원한다 : 멀티-프로세서 마더보드(메인보드)를 지원하지 않는다.

- High-K Metal Gate 45 nm 공정 기술.

- 정밀한 전력 관리 기능 : 사용되지 않는 코어에 전원을 공급하지 않음으로써 전기를 아낀다.

## 프로세서
이전의 코어 마이크로아키텍처와 눈에 띄는 차이를 살펴보자면 DDR3 SDRAM 메모리 컨트롤러를 내장하고 기존의 프론트 사이드 버스(FSB)가 아닌 퀵패스 인터커넥트(QPI) 기술로 메모리를 관리하게 되고 L2 캐시는 코어마다 각각 독립되어 있으며 인텔의 데스크톱 프로세서에는 사용되지 않았던 L3 캐시가 내장되며, 또한 공유되어 있다. 펜티엄 4 시절에 채용하던 하이퍼스레딩 기술과 비슷한 동시 멀티스레딩(SMT) 기술이 탑재된다.

### 제품
| 아키텍처   | 프로세서 이름 | 상품명                         | 코어 | L3 캐시 | 소켓               | TDP  | 공정  | 입출력버스                                                    | 출시일      |
| ---------- | ------------- | ------------------------------ | ---- | ------- | ------------------ | ---- | ----- | ------------------------------------------------------------- | ----------- |
| 하스웰     | 하스웰        | 코어 i7-5960X 익스트림 에디션  | 8    | 20 MB   | LGA 2011-v3        | 140W | 22 nm | 4× DDR4                                                       | 2014년 8월  |
| 하스웰     | 하스웰        | 코어 i7-4790K                  | 4    | 8 MB    | LGA 1150           | 88 W | 22 nm | PCI 익스프레스 3.0                                            | 2014년 6월  |
| 하스웰     | 하스웰        | 코어 i7-4790                   | 4    | 8 MB    | LGA 1150           | 84 W | 22 nm | PCI 익스프레스 3.0                                            | 2014년 3월  |
| 하스웰     | 하스웰        | 코어 i7-4770(K)                | 4    | 8 MB    | LGA 1150           | 84 W | 22 nm | PCI 익스프레스 3.0                                            | 2013년 6월  |
| 하스웰     | 하스웰        | 코어 i7-4770S                  | 4    | 8 MB    | LGA 1150           | 65W  | 22 nm | PCI 익스프레스 3.0                                            | 2013년 6월  |
| 샌디브릿지 | 아이비브리지  | 코어 i7-4960X 익스트림 에디션  | 6    | 15 MB   | LGA 2011           | 130W | 22 nm | PCI 익스프레스 3.0                                            | 2013년 9월  |
| 샌디브릿지 | 아이비브리지  | 코어 i7-3770(K)                | 4    | 8 MB    | LGA 1155           | 77W  | 22 nm | PCI 익스프레스 3.0                                            | 2012년 4월  |
| 샌디브릿지 | 아이비브리지  | 코어 i7-3770S                  | 4    | 8 MB    | LGA 1155           | 65W  | 22 nm | PCI 익스프레스 3.0                                            | 2012년 4월  |
| 샌디브릿지 | 아이비브리지  | 코어 i7-3770T                  | 4    | 8 MB    | LGA 1155           | 45W  | 22 nm | PCI 익스프레스 3.0                                            | 2012년 4월  |
| 샌디브릿지 | 아이비브리지  | 코어 i7-3920XM 익스트림 에디션 | 4    | 8 MB    | FCPGA988           | 55W  | 32 nm | 다이렉트 미디어 인터페이스 2.0, PCI 익스프레스, FDI, 2 × DDR3 | 2011년 1월  |
| 샌디브릿지 | 샌디브릿지    | 코어 i7-2820QM                 | 4    | 8 MB    | FCPGA988 FCBGA1224 | 45W  | 32 nm | 다이렉트 미디어 인터페이스 2.0, PCI 익스프레스, FDI, 2 × DDR3 | 2011년 1월  |
| 샌디브릿지 | 샌디브릿지    | 코어 i7-2xxxQx                 | 4    | 6 MB    | FCPGA988 FCBGA1224 | 45W  | 32 nm | 다이렉트 미디어 인터페이스 2.0, PCI 익스프레스, FDI, 2 × DDR3 | 2011년 1월  |
| 샌디브릿지 | 샌디브릿지    | 코어 i7-2xxx(K)                | 4    | 8 MB    | LGA 1155           | 95W  | 32 nm | 다이렉트 미디어 인터페이스 2.0, PCI 익스프레스, FDI, 2 × DDR3 | 2011년 1월  |
| 샌디브릿지 | 샌디브릿지    | 코어 i7-2xxxS                  | 4    | 8 MB    | LGA 1155           | 65W  | 32 nm | 다이렉트 미디어 인터페이스 2.0, PCI 익스프레스, FDI, 2 × DDR3 | 2011년 1월  |
| 웨스트미어 | 걸프타운      | 코어 i7-9xxX 익스트림 에디션   | 6    | 12 MB   | LGA 1366           | 130W | 32 nm | QPI, 3 × DDR3                                                 | 2010년 3월  |
| 웨스트미어 | 걸프타운      | 코어 i7-970                    | 6    | 12 MB   | LGA 1366           | 130W | 32 nm | QPI, 3 × DDR3                                                 | 2010년 7월  |
| 네할렘     | 블룸필드      | 코어 i7-9xx 익스트림 에디션    | 4    | 8 MB    | LGA 1366           | 130W | 45 nm | QPI, 3 × DDR3                                                 | 2008년 11월 |
| 네할렘     | 블룸필드      | 코어 i7-9xx                    | 4    | 8 MB    | LGA 1366           | 130W | 45 nm | QPI, 3 × DDR3                                                 | 2008년 11월 |
| 네할렘     | 린필드        | 코어 i7-8xx                    | 4    | 8 MB    | LGA 1156           | 95 W | 45 nm | 다이렉트 미디어 인터페이스, PCI 익스프레스, 2 × DDR3          | 2009년 9월  |
| 네할렘     | 린필드        | 코어 i7-8xxS                   | 4    | 8 MB    | LGA 1156           | 82 W | 45 nm | 다이렉트 미디어 인터페이스, PCI 익스프레스, 2 × DDR3          | 2010년 1월  |
| 네할렘     | 클락스필드    | 코어 i7-9xxXM 익스트림 에디션  | 4    | 8 MB    | µPGA-988           | 55 W | 45 nm | 다이렉트 미디어 인터페이스, PCI 익스프레스, 2 × DDR3          | 2009년 9월  |
| 네할렘     | 클락스필드    | 코어 i7-8xxQM                  | 4    | 8 MB    | µPGA-988           | 45 W | 45 nm | 다이렉트 미디어 인터페이스, PCI 익스프레스, 2 × DDR3          | 2009년 9월  |
| 네할렘     | 클락스필드    | 코어 i7-7xxQM                  | 4    | 6 MB    | µPGA-988           | 45 W | 45 nm | 다이렉트 미디어 인터페이스, PCI 익스프레스, 2 × DDR3          | 2009년 9월  |
| 웨스트미어 | 애런데일      | 코어 i7-6xxM                   | 2    | 4 MB    | µPGA-988           | 35 W | 32 nm | 다이렉트 미디어 인터페이스, PCI 익스프레스, FDI, 2 × DDR3     | 2010년 1월  |
| 웨스트미어 | 애런데일      | 코어 i7-6xxLM                  | 2    | 4 MB    | µPGA-988           | 25 W | 32 nm | 다이렉트 미디어 인터페이스, PCI 익스프레스, FDI, 2 × DDR3     | 2010년 1월  |
| 웨스트미어 | 애런데일      | 코어 i7-6xxUM                  | 2    | 4 MB    | µPGA-988           | 18 W | 32 nm | 다이렉트 미디어 인터페이스, PCI 익스프레스, FDI, 2 × DDR3     | 2010년 1월  |

## 단점
- 일부 종류는 오류 정정 기능(ECC)을 지원하지 않는다.
  - 코어 i7을 지원하는 몇몇 마더보드 업체들이 ECC 메모리를 지원한다고 광고하고 있다. 그러나 마더보드의 설명서에 따르면 CPU의 ECC 지원 기능이 활성화될 때에만 ECC를 지원한다고 밝히고 있다.

## 같이 보기
- 인텔 코어
- 인텔 코어 2
- 인텔 코어 i3
- 인텔 코어 i5
- 인텔 마이크로프로세서 목록
- 인텔 코어 i7 마이크로프로세서 목록